# بلمانت (ورمانت)
بلمانت (به انگلیسی: Belmont) یک منطقهٔ مسکونی در ایالات متحده آمریکا است که در Mount Holly واقع شده‌است. بلمانت ۲۴۵ نفر جمعیت دارد و ۵۵۵٫۹۶ متر بالاتر از سطح دریا واقع شده‌است.